# Abanderado
El abanderado es la persona que lleva una bandera en las procesiones u otros actos públicos. En términos militares y ceremoniales civiles, lleva la bandera de la unidad, lo que se considera un alto honor.

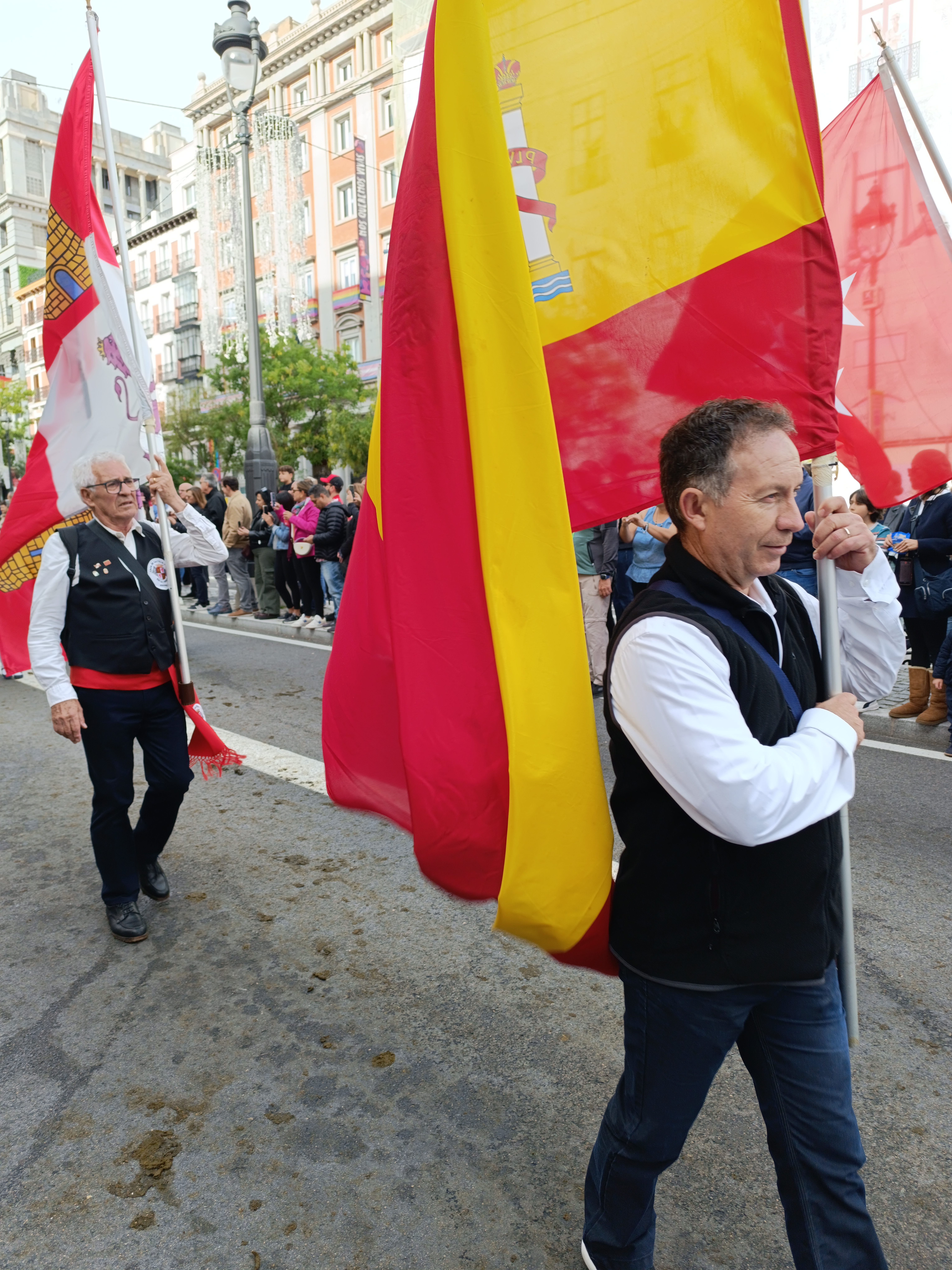
Abanderados en la Fiesta de la Trashumancia 2023. Calle Alcalá de Madrid.

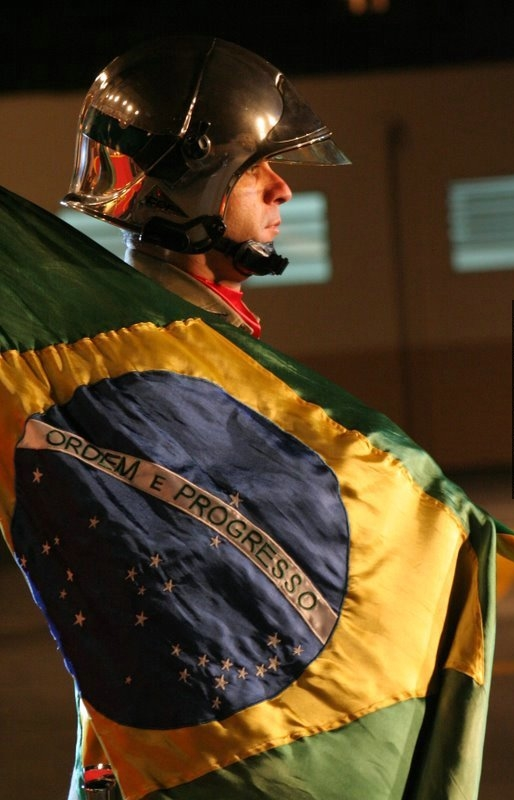
Abanderado del Cuerpo de Bomberos del Paraná - Brasil.

## Historia
Antiguamente, cada compañía tenía su bandera particular y entonces el encargado de llevarla se llamaba alférez, cuyo nombre se conoce en la milicia española desde la expulsión de los sarracenos[¿cuándo?], según consta en la Ley 16, Tit. 9, Part. 2., que dice: 
Estos nomes (Primipilarius y Praefectus legionis) usaron en España, fasta que se perdió, é la ganaron los moros, ca desde que la cobraron los cristianos, llaman al que este olicio face alferez, e así ha oy dia nome.
Es más verosímil que esta voz se tomase más bien del árabe que de la palabra latina aquilifer, pues entre los romanos esta voz designaba al que llevaba el águila, como draconarius al que llevaba el dragón y manipularius al que llevaba un manojo, etc., pues eran varias sus banderas e insignias, y el nombre que corresponde exactamente al de alférez es el genérico de signifer, que comprendía a todos los que llevaban insignia. Los alféreces no tenían más encargo que el de llevar la bandera, pero desde que se publicó la ordenanza de 1728, por la cual solo se dejó una bandera a cada batallón, el abanderado, cuyo nombre sustituyó al de alférez, tuvo a su cargo nuevas obligaciones. La Ordenanza general del ejército de 22 de octubre de 1768 señala al oficial abanderado las siguientes funciones, en el Tratado II, Tit. IX:
1. Cuando estén unidos los batallones de un mismo regimiento, uno de los abanderados correrá con la distribución del pan, camas, leña y aceite para la tropa y concluido el mes le relevará otro turnando en las propias distribuciones; y el primero totalizará los recibos que haya dado y formalizará en cuanto pueda el ajuste de las compañías, por lo respectivo al detall con que ha corrido.
2. De los otros dos abanderados, alternando por semanas, hará el uno la visita del hospital respectivo a su cuerpo y el otro el reparto de gente para las guardias, cuidando además de la policía del cuartel.
3. El abanderado que queda libre, estará pronto para cuanto ocurra de extraordinario teniendo obligación de ver a sus jefes por mañana y tarde por si tienen en qué emplearle.
4. Cuando los batallones se hallan separados o los regimientos son de un solo batallón, el abanderado tiene obligación de atender a todo lo dicho anteriormente y para que le ayude, se nombra un sargento a quien se da el nombre de brigada.
5. El abanderado está exento de guardias, destacamentos y demás servicios que puedan distraerle de las obligaciones que quedan indicadas. Deben hallarse impuestos en la formación de procesos, revistas etc.
6. En campaña deben cuidar de la policía del campo y del reparto de las guardias recibiendo la parte que a cada compañía corresponda.
7. En la caballería y dragones, los encargados de llevar la bandera se distinguen con los nombres de porta-estandartes y porta-guiones y además de las obligaciones marcadas para los abanderados tienen también las de instruir la tropa bajo la dirección del sargento mayor y ayudantes, llevar el detall del servicio y ajustar los utensilios.[1]

## Otros países
En Argentina, Costa Rica, Chile, Guatemala, Ecuador, México, Paraguay y Uruguay, el abanderado es aquel alumno, generalmente del último año, que se destaca por sus calificaciones y que, en consecuencia, tiene el honor de portar la bandera nacional en los actos escolares.
Entre los Carlistas, el Príncipe Don Enrique Sixto de Borbón es considerado el abanderado de la tradición.